# Scorpaena mellissii
Scorpaena mellissii är en fiskart som beskrevs av Günther, 1868. Scorpaena mellissii ingår i släktet Scorpaena och familjen Scorpaenidae. Inga underarter finns listade i Catalogue of Life.